# Ösztönlény
Az Ösztönlény a magyar rapper Krúbi második stúdióalbuma, ami 2020. március 23-án jelent meg az Universal Music Kft. Hungary kiadásában. A dalszövegeket BEATo és Krúbi írta. Az album producere Seaside. A „Lejtő” még az album előtt megjelent kislemez formájában. Az album Krúbi egy estéjének a történetét meséli el. Középpontjában a “Faház” elnevezésű kocsma áll, amely Krúbi elmondása szerint egy “inspiráló hely, amiben húsz-harminc éve megállt az idő, és olyan kemény bulik szoktak lenni, amiken mindenkinek előjön az igazi énje”.
Az Ösztönlény a Mahasz Top 40 lemezeladási listáján az 5. helyig jutott.

## Az album dalai
| 1.    | Jéghideg  | Garamvölgyi Dániel Horváth Krisztián                | Krúbi Seaside               | 7:12 |
| 2.    | Lejtő     | Garamvölgyi Dániel Horváth Krisztián                | Krúbi                       | 4:26 |
| 3.    | Felejtő   | Garamvölgyi Dániel Horváth Krisztián                | Kapitány Máté Krúbi Seaside | 6:04 |
| 4.    | Csekk     | Garamvölgyi Dániel Horváth Krisztián                | Seaside                     | 4:23 |
| 5.    | Dinamit   | Garamvölgyi Dániel Horváth Krisztián                | Krúbi Seaside               | 4:41 |
| 6.    | Petőfi    | Borbély Mihály Garamvölgyi Dániel Horváth Krisztián | BEATó Krúbi Seaside         | 4:59 |
| 7.    | Puszi     | Garamvölgyi Dániel Kapitány Máté Horváth Krisztián  | Kapitány Máté Krúbi Seaside | 3:25 |
| 8.    | Sapiens   | Garamvölgyi Dániel Horváth Krisztián                | Krúbi Seaside               | 5:52 |
| 9.    | Kutya     | Garamvölgyi Dániel Horváth Krisztián                | Krúbi Seaside               | 5:23 |
| 10.   | Copfocska | Garamvölgyi Dániel Horváth Krisztián                | Krúbi Seaside               | 5:39 |
| 52:04 |           |                                                     |                             |      |